# 仮名堂アレ
仮名堂 アレ（かめいどう あれ、1980年 - ）は、日本の小説家、ライトノベル作家。

## 人物
岩手県奥州市在住。
「コピーフェイスとカウンターガール」で第2回小学館ライトノベル大賞佳作を受賞（当時のペンネームは「アレ」）。
2008年、「コピーフェイスとカウンターガール」でガガガ文庫（小学館）よりデビュー。

## 著作リスト
- コピーフェイスとカウンターガールシリーズ 全3巻  （イラスト：博 、ガガガ文庫、小学館）
- 消失進行形パズライズ（2015年5月23日）ISBN 978-4-7993-1680-1